# Важинское городское поселение
Ва́жинское городско́е поселе́ние — муниципальное образование в составе Подпорожского района Ленинградской области. Административный центр — посёлок Важины. 
Главой поселения является Кощеев Юрий Анатольевич, главой администрации — Верещагин Руслан Александрович.

## Географические данные
Расположено на северо-востоке Ленинградской области, в северо-западной части Подпорожского района.
- на севере и западе селение граничит с республикой Карелия
- на юге — с Никольским городским поселением
- на востоке — с Подпорожским городским поселением

По территории поселения проходят автодороги:
- А215 (Лодейное Поле — Брин-Наволок)
- 41К-148 (Подпорожье — Граница с республикой Карелия)
- 41К-149 (Подпорожье — Курпово)
- 41К-747 (подъезд к деревне Гришино)

Расстояние от административного центра поселения до районного центра — 15 км.

## История
Важинское городское поселение образовано 1 января 2006 года в соответствии с областным законом № 51-оз от 1 сентября 2004 года «Об установлении границ и наделении соответствующим статусом муниципального образования Подпорожский муниципальный район и муниципальных образований в его составе», в его состав вошёл пгт Важины, населённые пункты, подчинённые администрации, а также часть территории бывшей Курповской волости.

## Население
| 2006  | 2010  | 2011  | 2012  | 2013  | 2014  | 2015  |
| ----- | ----- | ----- | ----- | ----- | ----- | ----- |
| 3000  | ↘2992 | ↘2981 | ↘2979 | ↘2935 | ↘2908 | ↘2906 |
| 2016  | 2017  | 2018  | 2019  | 2020  | 2021  | 2023  |
| ↗2927 | ↘2875 | ↘2768 | ↘2637 | ↘2523 | ↗2751 | ↘2660 |
| 2024  | 2025  |       |       |       |       |       |
| ↘2624 | ↗2637 |       |       |       |       |       |

## Состав городского поселения
| № | Населённый пункт | Тип населённого пункта                    | Население    |
| - | ---------------- | ----------------------------------------- | ------------ |
| 1 | Важины           | городской посёлок, административный центр | ↗2349 (2025) |
| 2 | Гришино          | деревня                                   | ↗29 (2017)   |
| 3 | Заозерье         | деревня                                   | ↘1 (2017)    |
| 4 | Купецкое         | деревня                                   | ↗56 (2017)   |
| 5 | Курпово          | деревня                                   | ↗167 (2017)  |
| 6 | Согиницы         | деревня                                   | ↗27 (2017)   |
| 7 | Ульино           | деревня                                   | ↘16 (2017)   |
| 8 | Усланка          | деревня                                   | ↗38 (2017)   |

28 декабря 2004 года в связи с отсутствием жителей областным законом № 120-оз был упразднён посёлок при железнодорожной станции Челма.

## Экономика
Работает пункт сортировки древесины, лесозавод, гравийно-щебёночный завод.

## Достопримечательности
На территории поселения имеются памятники деревянного зодчества:
- Воскресенская церковь, посёлок Важины — 1630 г., перестроена в XIX веке.
- Никольская церковь, дер. Согиницы — 1696 г.
- Часовня Петра и Павла, деревня Заозерье — XIX век.

## Известные уроженцы[22]
- Дюжев, Юрий Иванович (род. 1937) — учёный-литературовед, писатель, Заслуженный деятель науки Карельской АССР (1990), Заслуженный работник культуры Российской Федерации (1998)
- Королёв, Михаил Васильевич (1903—1968) — инженер-контр-адмирал, начальник Севастопольского высшего военно-морского инженерного училища, участник Великой Отечественной войны
- Максимов, Александр Михайлович (1901—1952) — советский военный деятель, Генерал-лейтенант (1945 год)
- Рянжин, Валентин Анатольевич (1928—2006) — видный ученый-юрист, профессор, доктор юридических наук